# Hookeriaceae
Hookeriaceae là một họ rêu trong bộ Hookeriales.